# اتا کلاغ
اتا کلاغ یک ستاره است که در صورت فلکی کلاغ قرار دارد.